# Baldovino III di Fiandra
Baldovino III di Fiandra (935/940 – Abbazia di San Bertino, 1º gennaio 962) fu conte di Fiandra e d'Artois, assieme a suo padre Arnolfo I, ed abate laico di San Bertino dal 958, sino alla morte.

## Origine
Era il figlio maschio primogenito, ma ben presto anche l'unico in vita, del terzo conte di Fiandra, conte di Boulogne, conte d'Artois e abate laico di San Bertino, Arnolfo I e di Adele (915 - 960), la figlia femmina primogenita del conte di Vermandois, di Meaux, di Soissons e di Madrie e di Vexin, signore di Peronne, Senlis e San Quintino e futuro conte di Troyes, Erberto II (880 – 943) (discendente del re d'Italia, Bernardo, nipote di Carlo Magno) e di Adele (ca. 895- ca. 931), l'unica figlia del marchese di Neustria e futuro re di Francia, Roberto I, e di Adele del Maine, come è indicato nelle Europäische Stammtafeln., vol II, cap. 10 (non consultate). La Genealogiae Comitum Flandriae precisa che Adele era nipote di due re dei Franchi occidentali, Oddone e Roberto I, mentre la Chronica Albrici Monachi Trium Fontium, citandoli nell'anno 920, conferma la parentela tra Erberto II e Roberto I.
Arnolfo I di Fiandra era il figlio primogenito del secondo conte di Fiandra, conte di Artois e abate laico di San Bertino, Baldovino II e di Elfrida, una delle figlie del re del regno anglosassone meridionale del Wessex, Alfredo il Grande (venerato come santo dalla Chiesa cattolica) e di sua moglie, Ealhswith, figlia di Æthelred detto Mucil (il Grande oppure il duca), che era il priore magistrato dei Gaini (una tribù della Mercia) e di sua moglie, la nobile, Eadburga.

## Biografia
Nel documento n° 76, del 938, del Cartulaire de l'abbaye de Saint-Bertin Baldovino viene citato come figlio del conte Arnolfo I e della di lui moglie, Adela.
Nel documento n° 18 delle Chartes et documents de l'abbaye de Saint Pierre au Mont Blandin à Gand, di una donazione fatta, l'8 luglio 942, al monastero stesso, Baldovino è citato assieme al padre, il conte Arnolfo I.
Il documento n° 22 delle Chartes et documents de l'abbaye de Saint Pierre au Mont Blandin à Gand, ci documenta una donazione fatta in memoria del nonno, Baldovino II, della nonna, Elfrida, e del fratello, Egberto, l'8 settembre 954, unitamente al padre, Arnolfo e alla madre, Adele.
Baldovino partecipò alle guerre contro i Normanni a fianco dell'esercito francese come vassallo del re di Francia Lotario IV, come testimonia il cronista Flodoardo («Bellorum tumultus agitantur...; item in Francia inter Balduinum filium Arnulfi et Rotgarium quondam Erluini ob castrum Ambianense».
Baldovino fu associato al trono nel 958, a Gand, divenendo così conte delle Fiandre e d' Artois.
Durante il suo breve regno promosse la nascita dell'industria della lavorazione della lana, settore che fu la base della ricchezza e della importanza di Fiandra nei secoli a venire e fece fortificare Bergues.
Sempre durante il suo regno, tra il 958 ed il 961 Baldovino si impegnò in prima persona per mettere pace tra il monastero di San Pietro di Gand e la città di Douchy, come è riportato nel documento n° 26 delle Chartes et documents de l'abbaye de Saint Pierre au Mont Blandin à Gand, scritto in francese.
Baldovino, secondo gli Annales Egmundani, morì prematuramente, nel 962, lo stesso anno di sua sorella Liutgarda, secondo gli Annales Blandinienses. Baldovino si era ammalato alla fine del 961 e morì, il 1º gennaio 962, nell'abbazia di San Bertino, dove fu sepolto, come è descritto nel Folcwini Gesta Abbatum S. Bertini Sithiensium («Post hoc autem adveniente nativitatis Christi die, prefatus comes Baldwinus morbo quem medici variolam vocant cepit egrotare tristemque nobis festum sua reddidit incommoditate. Die autem Kalendarum Ianuariarum, quo celebrantur octavae nativitatis dominicae, quod lacrimosum est etiam dicere, cursum presentis finivit vitae.... Sepultus est autem in hoc ipso monasterio, in medio beati patris Bertini requietionis templo anno nativitatis Christi 961, indictione 4, regnante Hlothario rege anno 8»).
Dopo la morte di Baldovino, il padre Arnolfo I riprese il governo delle contee in prima persona e, per garantire la successione al proprio nipote, Arnolfo II, di pochi mesi di vita, nel 962 cedette al re dei Franchi Occidentali, Lotario IV, l'Ostravent, il Ponthieu, Amiens e la contea d'Artois (quest'ultima però rimase unita alla contea di Fiandra) e, a quanto pare gli cedette anche la contea rimanendone solo l'usufruttuario. Quando nel 964, Arnolfo I morì, Lotario IV invase le Fiandre e l'Artois, occupando Arras, Douai e Saint-Amand, raggiunse il fiume Lys. Allora i Fiamminghi reagirono ed elessero loro conte il nipote di Arnolfo I, Arnolfo II. Le contee di Fiandra e d'Artois, con l'abbazia di San Bertino andarono Arnolfo II, sotto la reggenza dello zio, Baldovino, detto Baldzo (?- 973), che, nel documento n° 39 del 29 ottobre 965 viene citato col titolo di conte. Baldzo era figlio illegittimo di Adalolfo, fratello di Arnolfo I, che, secondo la Genealogiae Comitum Flandriae, alla morte di Adalolfo, era stato adottato dallo zio. La contea di Boulogne invece era andata al figlio legittimo di Adalolfo, Arnolfo II di Boulogne.

## Matrimonio e discendenza
Tra il 951 e il 959 (nel 961) Baldovino aveva sposato Matilde di Sassonia (circa 942 - 25 maggio 1008), figlia di Ermanno Billung, duca di Sassonia, come è descritto nel Folcwini Gesta Abbatum S. Bertini Sithiensium («... Baldwinus, juventutis flore honestissimus, cum coniuge nuperrime desponsata nomine Mathilda, Saxonici generis,...») e dalla quale, come è descritto nella Genealogiae Comitum Flandriae, De Arnulfo Comite ebbe un figlio («Qui Balduinus ex Mathilde filium genuit Arnolfum minorem, et immatura morte praeventus morbo variolorum periit»).
- Arnolfo (961/2-30 marzo 987), conte di Fiandra e d' Artois ed Abate laico di San Bertino,

Da un'amante di cui non si conoscono né il nome né gli ascendenti , Baldovino ebbe un figlio:
- Alberico (960/2-1008), che secondo le Gesta Episcoporum Camerancensium fu vescovo di Parigi.[27]

## Ascendenza
|                          |                         |                              | Genitori             |  |  | Nonni |  |  | Bisnonni               |  |  | Trisnonni |  |
|                          |                         |                              |                      |  |  |       |  |  | Baldovino I di Fiandra |  |  | Odacre    |  |
|                          |                         |                              |                      |  |  |       |  |  | Baldovino I di Fiandra |  |  | Odacre    |  |
|                          |                         | …                            |                      |  |  |       |  |  | Baldovino I di Fiandra |  |  |           |  |
| Baldovino II di Fiandra  |                         |                              |                      |  |  |       |  |  | Baldovino I di Fiandra |  |  |           |  |
|                          |                         | Giuditta di Francia          | Carlo il Calvo       |  |  |       |  |  |                        |  |  |           |  |
|                          |                         | Giuditta di Francia          | Carlo il Calvo       |  |  |       |  |  |                        |  |  |           |  |
|                          |                         | Giuditta di Francia          | Ermentrude d'Orléans |  |  |       |  |  |                        |  |  |           |  |
| Arnolfo I di Fiandra     |                         | Giuditta di Francia          |                      |  |  |       |  |  |                        |  |  |           |  |
|                          |                         | Alfredo il Grande            | Etelvulfo del Wessex |  |  |       |  |  |                        |  |  |           |  |
|                          |                         | Alfredo il Grande            | Etelvulfo del Wessex |  |  |       |  |  |                        |  |  |           |  |
|                          |                         | Alfredo il Grande            | Osburga              |  |  |       |  |  |                        |  |  |           |  |
| Elfrida del Wessex       |                         | Alfredo il Grande            |                      |  |  |       |  |  |                        |  |  |           |  |
|                          |                         | Ealhswith                    | Æthelred Mucil       |  |  |       |  |  |                        |  |  |           |  |
|                          |                         | Ealhswith                    | Æthelred Mucil       |  |  |       |  |  |                        |  |  |           |  |
|                          |                         | Ealhswith                    | Eadburh              |  |  |       |  |  |                        |  |  |           |  |
| Baldovino III di Fiandra |                         | Ealhswith                    |                      |  |  |       |  |  |                        |  |  |           |  |
|                          | Erberto I di Vermandois | Pipino I di Vermandois       |                      |  |  |       |  |  |                        |  |  |           |  |
|                          | Erberto I di Vermandois | Pipino I di Vermandois       |                      |  |  |       |  |  |                        |  |  |           |  |
|                          | Erberto I di Vermandois | …                            |                      |  |  |       |  |  |                        |  |  |           |  |
| Erberto II di Vermandois | Erberto I di Vermandois |                              |                      |  |  |       |  |  |                        |  |  |           |  |
|                          |                         | Liutgarda o Berta de Morvois | …                    |  |  |       |  |  |                        |  |  |           |  |
|                          |                         | Liutgarda o Berta de Morvois | …                    |  |  |       |  |  |                        |  |  |           |  |
|                          |                         | Liutgarda o Berta de Morvois | …                    |  |  |       |  |  |                        |  |  |           |  |
| Adele di Vermandois      |                         | Liutgarda o Berta de Morvois |                      |  |  |       |  |  |                        |  |  |           |  |
|                          |                         | Roberto I di Francia         | Roberto il Forte     |  |  |       |  |  |                        |  |  |           |  |
|                          |                         | Roberto I di Francia         | Roberto il Forte     |  |  |       |  |  |                        |  |  |           |  |
|                          |                         | Roberto I di Francia         | …                    |  |  |       |  |  |                        |  |  |           |  |
| Adele                    |                         | Roberto I di Francia         |                      |  |  |       |  |  |                        |  |  |           |  |
|                          |                         | Adele del Maine              | …                    |  |  |       |  |  |                        |  |  |           |  |
|                          |                         | Adele del Maine              | …                    |  |  |       |  |  |                        |  |  |           |  |
|                          |                         | Adele del Maine              | …                    |  |  |       |  |  |                        |  |  |           |  |
|                          |                         | Adele del Maine              |                      |  |  |       |  |  |                        |  |  |           |  |

### Fonti primarie
- (LA)  Monumenta Germaniae Historica, Scriptores, tomus VII.
- (LA)  Monumenta Germaniae Historica, Scriptores, tomus XIII.
- (LA)  Monumenta Germaniae Historica, Scriptores, tomus XVI.
- (LA)  Monumenta Germaniae Historica, Scriptores, tomus III.
- (LA)  Monumenta Germaniae Historica, Scriptores, tomus XXIII.
- (LA)  Monumenta Germaniae Historica, Scriptores, tomus IX.
- (LA)  Cartulaire de l'abbaye de Saint-Bertin.
- (LA)  Monumenta Germaniae Historica, Scriptores, tomus V.
- (LA)  Chartes et documents de l'abbaye de Saint Pierre au Mont Blandin à Gand.
- (EN)  Old English Chronicles.
- (EN)  Annals of Roger de Hoveden, vol. I.

### Letteratura storiografica
- Louis Halphen, Francia: gli ultimi Carolingi e l'ascesa di Ugo Capeto (888-987), in «Storia del mondo medievale», vol. II, 1999, pp. 636–661
- Philip Grierson, Annales Blandinenses, 1937, 1-73.
- Philip Grierson, Annales Elmarenses, 1937, 74-115.
- Philip Grierson, Annales Elnonenses, 1937, 132-175.
- A. Van Lokeren, Chartes et documents de l'abbaye de Saint-Pierre au Mont Blandin à Gand, 2 vols. Cart. S.-Pierre de Gand, (Gand, 1868-71).
- Philip Grierson Les Annales de Saint-Pierre de Gand et de Saint-Amand, Brussels, Grierson, ed., 1937. [Annales Blandinenses, Annales Elmarenses, Annales Formoselenses, Annales Elnonenses]
- Obituaires de la Province de Sens, MGH SS = Monumenta Germaniae Historica, Scriptores series.
- Obit. Sens, (2 vols. in 3, Paris, 1902-6.